# Haplolabida viettei
Haplolabida viettei là một loài bướm đêm trong họ Geometridae.